# تكنولوجيا خلوية

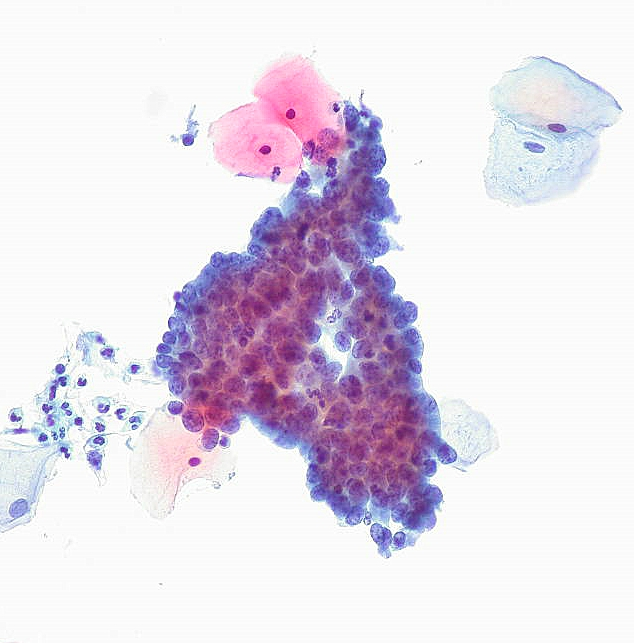

التكنولوجيا الخلوية هو التفسير المجهري للخلايا للكشف عن السرطان والتشوهات الأخرى.  وهذا يشمل فحص العينات التي تؤخذ من عنق الرحم (اختبار بابانيكولاو) أو الرئة أو الجهاز الهضمي أو تجاويف الجسم.
وأخصائيو التكنولوجيا الخلوية هم مهنيون مدربون في مجال التكنولوجيا الخلوية، ويعملون على تقييم العينات على شرائح زجاجية باستخدام المجاهر. وفي بعض المختبرات، يقوم جهاز حاسوب بتقييم أولي، فيكشف عن الشرائح الطبيعية بما فيه الكفاية بحيث لا داعي للفحص البشري لها أو يظهر المناطق التي قد تحتاج أن تولي اهتمامًا خاصًا أثناء الفحوص التالية.   في العديد من المختبرات، يكون أخصائيو التكنولوجيا الخلوية هم من ينفذون التقييم الأولي.  ثم يأتي دور أخصائيي التكنولوجيا الخلوية بعمل تقييم ثانوي لتحديد ما إذا كانت العينة طبيعية أو غير طبيعية.  وتحال العينات غير الطبيعية إلى اختصاصي علم الأمراض لتقديم التفسير النهائي.
تختلف متطلبات منح الشهادات لأخصائيي التكنولوجيا الخلوية من بلد إلى أخرى.  ففي الولايات المتحدة يوجد حاليًا طريقتان للحصول على الشهادة: يمكن الحصول أولاً على  درجة البكالوريوس ثم حضور برنامج معتمد في التكنولوجيا الخلوية لمدة عام، أو يمكن حضور برنامج آخر للتكنولوجيا الحيوية يمنح أيضا شهادة البكالوريوس.  بعد اجتياز أي من الطريقين بنجاح يصبح الفرد مؤهلًا لخوض امتحان منح الشهادات الذي تقدمه الجمعية الأمريكية لعلم الأمراض السريرية. ويحق لمن أتم المتطلبات واجتاز الامتحان أن يُصبح «أخصائي تكنولوجيا خلوية(الجمعية الأمريكية لعلم الأمراض السريرية)».  وتضع الجمعية الأمريكية للتكنولوجيا الخلوية مجموعات المعايير المهنية الأمريكية وتراقب القضايا التشريعية والتنظيمية وتقوم بعملية التثقيف. وتنفرد كل ولاية بتنظيم عملية ترخيص أخصائيي التكنولوجيا الخلوية، وعادة ما تُتبع المبادئ التوجيهية للجمعية الأمريكية للتكنولوجيا الخلوية.

## وصلات خارجية
- American Society for Cytotechnology website